# Данлоп де Попп, Морин
Морин Адель Чейз Данлоп де Попп (англ. Maureen Adele Chase Dunlop de Popp; 26 октября 1920, Кильмес — 29 мая 2012, Норфолк) — британская и аргентинская лётчица, работавшая в британской Вспомогательной службе воздушного транспорта во время Второй мировой войны. Прославилась благодаря изображению на обложке британского журнала Picture Post в 1944 году, позже вернулась в Аргентину, где работала инструктором национальных военно-воздушных сил.

## Биография

### Ранние годы
Морин Данлоп родилась 26 октября 1920 года в городе Кильмес (провинция Буэнос-Айрес). Отец — австралийский предприниматель, владелец фермы Эрик Чейз Данлоп (англ. Eric Chase Dunlop), участник Первой мировой войны как офицер Королевской полевой артиллерии, после войны нанят британской компанией для управления 250 тысячами гектаров, которые занимали фермы по разведении овец в Патагонии. Мать — англичанка Джессмин Мэй Уильямс (англ. Jessimin May Williams). У Морин также была старшая сестра Джоан и младший брат Эрик.
Морин занималась с собственным преподавателем на ферме в Патагонии, позже училась в колледже Санта-Хильда в Хёрлингеме. Благодаря времени, проведённому на ферме, она стала первоклассной наездницей. Каждое утро она даже пыталась обогнать поезд. Все трое детей регулярно ездили на историческую родину родителей, и в 1936 году 16-летняя Данлоп увлеклась полётами. По возвращении в Аргентину она, подделав своё свидетельство о рождении, записалась в аргентинский аэроклуб.

### Во время войны
После начала Второй мировой войны Данлоп решилась помогать британцам. Чтобы попасть в Вспомогательную службу воздушного транспорта, пилотам-женщинам необходимо было налетать минимум 500 часов (в два раза больше, чем мужчинам). Несмотря на нехватку часов, Мори и её сестра Джоан в начале 1942 года на аргентинском судне пересекли Атлантику (Аргентина в течение почти всей войны была нейтральным государством). В то время как Джоан устроилась работать на BBC, в апреле 1942 года Морин вступила в ряды Вспомогательной службы, став одной из 164 женщин-пилотов. Обученная управлять 38 видами воздушного транспорта, Морин налетала 800 часов на истребителях Spitfire, P-51 Mustang и Typhoon и бомбардировщиках Wellington. Своим любимым самолётом она называла Mosquito.
Изначально Морин служила на базе в Рэтклиффе-на-Рике (транспортная группа № 6), позже была переведена на базу в Хэмбле (Саутгемптон), где завод Supermarine производил истребители «Spitfire», дежурившие на аэродроме Саугемптона. Данлоп там занималась перегоном самолётов с заводов на авиабазу, перевозя их по земле, а не перелетая. Имели место несколько аварийных посадок из-за отказа оборудования: в одном случае произошёл отрыв крыши кабины после взлёта «Spitfire», в другом случае отказал двигатель Fairchild Argus
В 1944 году первый офицер (аналог старшего лейтенанта ВВС) Вспомогательной службы Морин Данлоп была запечатлена на фотографии, когда вышла из кабины бомбардировщика Fairey Barracuda: фотография оказалась на обложке журнала Picture Post от 16 сентября 1944 года и продемонстрировала, что женщины в британской авиации могут быть отважными и чарующими даже во время войны. Фотография Данлоп стала одним из символов участия женщин в войне: на обложке романа Айлы Дьюак «Война Иззи» (англ. Izzy's War) была изображена именно фотография Данлоп.

### Послевоенные годы
После войны Данлоп стала лётным инструктором аэропорта Лондон-Лутон, прежде чем вернуться в Аргентину. В самой Аргентине она стала инструктором лётчиков сначала компании «Aerolíneas Argentinas», а потом ВВС Аргентины, продолжая работу коммерческого пилота. В дальнейшем Морин создала службу воздушного такси, продолжая свою работу до 1969 года.
В 1955 году она вышла замуж за отставного румынского дипломата Шербана Виктора Поппина, познакомившись с ним в британском посольстве в Буэнос-Айресе. В браке родились сын и две дочери. Морин создала с мужем конный завод «Milla Lauquen Stud». В 1973 году семья перебралась в Норфолк, где Морин занялась разведением чистокровных арабских жеребцов; благодаря семье в Великобритании появилась Креольская порода лошадей. Муж Морин умер в 2000 году.
В 2003 году Данлоп стала одной из трёх лётчиц Вспомогательной службы воздушного транспорта, получившей награду Master Air Pilot от Лондонской «Достойной компании воздушных пилотов». До конца своей жизни она не отказывалась от аргентинского гражданства, даже несмотря на Фолклендскую войну.
Морин Данлоп де Попп умерла 29 мая 2012 года у себя дома в Норфолке.